# چاچوان
چاچوان (پین‌یین: Zhāquán) یک هنر رزمی چینی است که از سبک‌های کونگ‌فوی شمال چین معروف به چانگ‌چوان و از منابع مهم ورزش مدرن ووشو به‌شمار می‌رود.
از ویژگی‌های چاچوان کونگ‌فو رقص پای سریع، تغییر جهت‌های ناگهانی و درنگ‌های کوتاه در یک وضعیت ثابت برای فریفتن و غافلگیر کردن حریف و همچنین پرش‌ها و جهش‌های ناگهانی است. در این سبک از فنون مستقیم به همراه حرکت‌های مدور و همچنین ضربات لگد، ضربات جارویی و فنون پرتابی استفاده می‌شود.
چاچوان ارتباط نزدیکی با قوم هوئی یا مسلمانان چین دارد و به نوعی هنر رزمی مسلمانان چین به‌شمار می‌رود.
بنیان‌گذار این سبک یک مسلمان اهل استان ژین‌جیانگ در سدهٔ شانزدهم میلادی به نام چا شانگ‌میر (چامیر یا جمیل) است. بر اساس روایت‌های اساطیری وی در جریان لشکرکشی یکی از پادشاهان دودمان مینگ به سواحل شرق چین برای سرکوب دزدان دریایی ژاپنی مریض شد و ناچار در میان مردم محلی روستای گوان‌ژیان در استان شاندونگ باقی ماند. وی پس از بهبودی برای تشکر هنرهای رزمی را به افراد محلی آموخت. پس از مرگ او هنر رزمی او چاچوان (مشت چا) نام گرفت و جانشینش شا لیانگ این سبک را در میان مسلمانان چین رواج داد. پس از او ژانگ جیوی (۱۸۴۸–۱۹۳۲) و شاگردش چانگ ژن‌فانگ (۱۸۹۸–۱۹۷۹) -استاد بیشتر استادان معاصر چاچوان از جمله ژانگ ون‌چوان از بنیان‌گذاران ووشو و نایب رئیس اتحادیه ووشو چین- از مهمترین استادان این سبک به‌شمار می‌روند.
چاچوان فرم‌های متعددی دارد که فرم‌های تان‌تویی و چاچوان از مهمترین آن‌ها است. از آن‌جا که تکنیک‌های سیستم چانگ‌چوان و به خصوص چاچوان برای تازه‌کاران بسیار دشوار است، تمرین فرم تان‌تویی که بنا بر روایتی توسط چامیر ابداع شده، برای یادگیری اصول این سبک مفید است به همین جهت برخی سبک‌های دیگر شائولین‌چوان نیز از آن استفاده می‌کنند. تان تویی به معنی «پاهای جهنده» است و همان‌طور که نامش نشان می‌دهد، بیشتر با ضربات پا انجام می‌شود هرچند ضربات مشت، فنون قفل مفصل و پرتابی نیز در آن وجود دارد. این فرم از ۱۰ خط کوتاه تشکیل می‌شود که هم می‌توان هر یک را به‌طور جدا تمرین کرد و هم می‌توان تمام فرم را یک‌جا اجرا کرد.